# Medalha Vega
A Medalha Vega (em sueco:  Vegamedaljen) é uma medalha concedida desde 1881 pela Sociedade Sueca de Antropologia e Geografia. É denominada em memória do barco a vapor Vega, com o qual Adolf Erik Nordenskiöld foi o primeiro explorador marítimo que atravessou em 1880 a Passagem do Nordeste, ligando o oceano Atlântico ao oceano Pacífico, ao longo da costa da Sibéria. A premiação ocorre no dia 24 de abril, dia do retorno de Nordenskiöld a Estocolmo, pelo rei da Suécia.
A medalha é considerada atualmente a mais significativa condecoração na área de geografia física. A medalha é concedida aproximadamente a cada três anos. Em seus intervalos foi concedida até 2013 a Medalha Anders Retzius nas áreas de geografia humana e antropologia.

## Recipientes
- 1881 Adolf Erik Nordenskiöld
- 1882 Louis Palander
- 1883 Henry Morton Stanley
- 1884 Nikolaï Mikhaïlovitch Prjevalski
- 1888 Wilhelm Junker
- 1889 Fridtjof Nansen
- 1890 Eduard Schnitzer
- 1892 Louis-Gustave Binger
- 1897 Otto Sverdrup
- 1898 Sven Hedin
- 1899 Georg August Schweinfurth
- 1900 Alfred Gabriel Nathorst
- 1901 Luís Amadeu de Saboia
- 1903 Ferdinand von Richthofen
- 1904 Otto Nordenskjöld e Johan Gunnar Andersson
- 1905 Robert Falcon Scott
- 1907 Otto Pettersson
- 1909 Johan Peter Koch
- 1910 Ernest Henry Shackleton
- 1912 John Murray
- 1913 Roald Amundsen
- 1915 Gerard Jacob De Geer
- 1919 Knud Rasmussen
- 1920 William Morris Davis
- 1922 Alberto I de Mônaco
- 1923 Albrecht Penck
- 1924 Lauge Koch
- 1926 Boris Vilkitsky
- 1930 Harald Sverdrup
- 1931 Émile-Félix Gautier
- 1932 Albert Defant
- 1937 Roy Chapman Andrews
- 1939 Vilhelm Bjerknes e Vagn Walfrid Ekman
- 1941 Bjorn Helland-Hansen e Hans Wilhelmsson Ahlmann
- 1944 Lennart von Post
- 1946 Emmanuel de Martonne
- 1948 Richard Byrd
- 1950 Hans Pettersson
- 1951 Carl Troll
- 1954 Dudley Stamp
- 1955 Paul-Émile Victor
- 1957 Carl Ortwin Sauer
- 1958 Jacob Bjerknes e Tor Bergeron
- 1959 Mikhail Somov
- 1961 Richard Joel Russell
- 1962 Thor Heyerdahl
- 1963 Louis Leakey
- 1965 William Maurice Ewing
- 1970 Filip Hjulström e Sigurður Þórarinsson
- 1972 Albert Paddock Crary
- 1975 Willi Dansgaard
- 1981 Valter Schytt
- 1983 Cesare Emiliani
- 1984 Hubert Lamb
- 1986 John Ross Mackay
- 1987 Gunnar Hoppe e Åke Sundborg
- 1990 George H. Denton
- 1993 David E. Sugden
- 1994 Gösta Hjalmar Liljequist
- 1997 Albert Lincoln Washburn
- 1999 John Imbrie
- 2002 Lonnie Thompson
- 2005 Françoise Gasse
- 2008 Dorthe Dahl-Jensen
- 2011 Terry Callaghan
- 2014 Compton J. Tucker
- 2015 Lesley Head
- 2016 Didier Fassin
- 2017 Yao Tandong
- 2018 Gillian Hart
- 2020 David R. Montgomery
- 2021 Anssi Paasi